# Vůz Bdtee286, 287 ČD
Vozy Bdtee286 a Bdtee287 (oba typy číslované v intervalu 50 54 20-19) jsou řadami velkoprostorových osobních vozů druhé třídy z vozového parku Českých drah. Všechny vozy vznikly modernizací vozů Bt278, které vyrobila Vagónka Studénka.

## Technické informace
Jsou to neklimatizované vozy typu UIC-Y o délce 24 500 mm. Mají podvozky VÚKV a nejvyšší povolenou rychlost 120 km/h.
Vnější nástupní dveře těchto vozů jsou zalamovací. Vozy mají polospouštěcí okna.
Vozy mají velkoprostorové uspořádání interiéru s dvěma oddíly, z nichž jeden má pět fiktivních oddílů a druhý šest. Původních 88 míst k sezení ve vozech Bt278 bylo sníženo z důvodu instalace osmi háků pro přepravu jízdních kol. Z toho důvodu vozy mají jen 80 míst k sezení vyvedených jako dvojmístné lavice potažené červenou koženkou (nověji látkou) v uspořádání 2 + 2. K tomu ještě má každý vůz čtyři sklopné sedačky.
Nátěr je přes okna zelený a zbytek je bílý, nebo nověji přes okna modrý v novém korporátním stylu Českých drah od studia Najbrt.

## Vznik vozů
V letech 2007 a 2008 bylo zmodernizováno osm vozů Bt283 na řadu Bdtee286. Do vozů byl dosazen centrální zdroj energie (CZE) a háky pro přepravu až osmi jízdních kol. Mimo to byl i upraven jeden nástupní prostor.
Ve stejných letech vznikla z vozů Bt278 a Btee285 i řada Bdtee287. Výsledek rekonstrukce sedmi vozů je velmi podobný řadě Bdtee286.
V roce 2013 byly oba vozy Btee284 v KOS Krnov upraveny na řadu Bdtee286.

## Provoz
Vozy jsou nasazovány jako náhrada za push-pull soupravy na osobních vlacích Ostrava - Frenštát pod Radhoštěm.